# Álvaro Adolfo
Álvaro Adolfo da Silveira (São Benedito, 29 de outubro de 1882 – Rio de Janeiro, 17 de janeiro de 1959) foi um pecuarista, professor e político brasileiro. Foi senador pelo Pará, além de senador estadual e deputado estadual.

## Biografia
Filho de Francisco Onias da Silveira e de Filomena Carapeba da Silveira, seu avô materno, Antonio Joaquim da Silva Carapeba, foi deputado provincial pelo Ceará.
Formou-se em Direito em 1908, em Belém. Começou a carreira política no Pará, ingressando em 1911 no Partido Conservador, elegendo-se deputado estadual em 1912, completando o mandato em 1916.
Em 1924, elegeu-se senador estadual pelo Partido Conservador do seu estado, mandato que exerceu até outubro de 1930, quando foi interrompido pelo movimento revolucionário, que suprimiu os órgãos legislativos do país.
Promulgada a nova constituição, filiou-se em 1935 ao Patido Liberal do Pará, fundado em 1931 por Joaquim de Magalhães Barata, principal chefe local da Revolução de 1930 e então interventor federal no estado.
Em 1945, foi um dos fundadores do Partido Social Democrático (PSD), elegendo-se em dezembro do mesmo ano senador constituinte.
Como parlamentar, defendeu o desenvolvimento econômico da Amazônia, sendo autor do Plano de Valorização Econômica da Amazônia, cuja existência legal veio com a lei n.º 1.806, de 1953. Foi de sua autoria o projeto de criação da Superintendência do Plano de Valorização Econômica da Amazônia (SPVEA), órgão instalado em 1953, sendo mais tarde transformado na Superintendência do Desenvolvimento da Amazônia (SUDAM), em 1966.
No último governo Vargas (1951-1954), foi líder da maioria no Senado e em outubro de 1954 reelegeu-se senador.
Foi professor na Faculdade de Direito do Pará, advogado da Prefeitura de Belém e consultor-geral do estado do Pará. Pecuarista, dedicou-se à criação de gado zebu na ilha de Marajó. Faleceu no exercício do mandato de senador, aos 76 anos de idade. Deixou viúva Raimunda Ferreira da Silveira.